# Interface Builder
Interface Builder（インターフェイスビルダー）は、AppleのMac OS X向けソフトウェア開発アプリケーションである。このソフトはXcode（前Project Builder）の一部であり、Apple Developer Connectionの開発ツールセットである。Interface Builderはグラフィカルユーザインターフェースを利用するアプリケーション用のインターフェースを制作するためにCocoa及びCarbon開発を可能にしている。
でき上がったインターフェースは.nib ファイルに保存される。3.1以降のバージョンでは.xib ファイルに保存されている。

## 歴史
オリジナルは、NeXT Step 0.8に付属する開発環境の中心となるソフトとして、1988年にジャン＝マリー・ヒューロットによって開発された。彼によって開発されたMacintosh向けのインターフェイス設計ソフトのSOS Interfaceが前身といえる。
Interface Builderはその後、プロジェクト管理やコード編集などを担うProject Builderと役割を分担し、開発が継続された。後にMac OS Xに移植され、Cocoa、Carbon両フレームワークに対応した総合リソース編集に利用されるようになった。他にもWebObjectsのインターフェース設計などに用いられる。
実用的なRADツールとしてはかなり初期に登場した部類に入り、DelphiやVisual Basicに少なからぬ影響を与えている。
Mac OS X v10.3以降、Project BuilderはXcodeに移行したが、Interface Builderの役割は変わっていない。
Xcode 4.0になり、Interface BuilderはXcodeに統合され、IDEのアプリケーションとしては消滅した。

## 機能
ボタンやメニュー、ウィンドウなどのGUIコンポーネントをマウスによって配置することのできるRADツールである。
他にも、使用できるGUIコンポーネントには、テキストフィールドやデータテーブル、スライダー、ポップアップメニューなどがある。
これらのGUIコンポーネントをマウスでドラッグし、パレットにドロップすることで、インタフェースを簡単に作成することができる。

## 特徴
Interface Builder単体ではソフトウェアを開発できないため、その役割はリソースエディタに似ている。
しかし、GUIの単体テストができる点、クラスの設計やコード生成機能までを含む点、パレットと呼ばれる自作コンポーネントを組み込める点から、どちらかといえば内部 / ユーザー両インターフェースのプロトタイピングを行うツールに近い。
nibファイルもまた、単にリソース情報を保持しているのではなく、実際に動作するオブジェクトをシリアライズしたものである。

## 互換ソフト
- GNUstepには、Interface BuilderのクローンであるGormが存在する。